# Dasyhesma brevipalpa
Dasyhesma brevipalpa là một loài Hymenoptera trong họ Colletidae. Loài này được Exley mô tả khoa học năm 2004.

## Hình ảnh

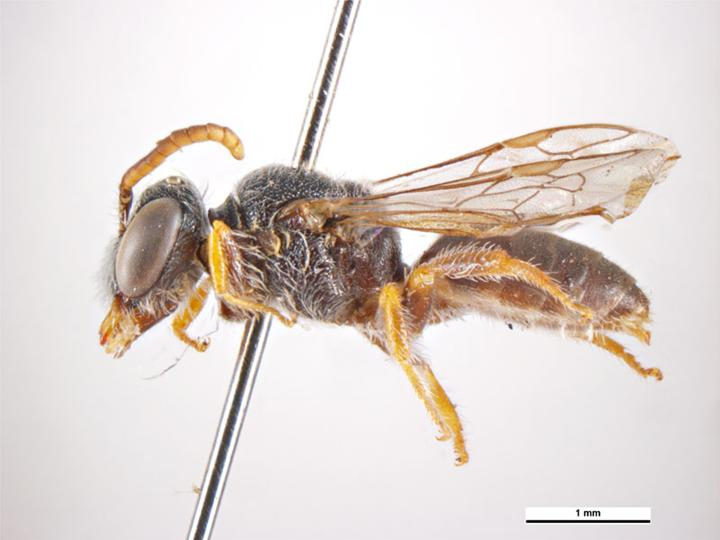